# Campeonato Mundial de Esquí Acrobático de 2013
El XIV Campeonato Mundial de Esquí Acrobático se celebró en Voss y Oslo (Noruega) entre el 4 y el 10 de marzo de 2013 bajo la organización de la Federación Internacional de Esquí (FIS) y la Federación Noruega de Esquí.
Todas las competiciones se realizaron en Voss (Estación de Esquí de Myrkdalen), a excepción de las pruebas de halfpipe que se efectuaron en el Oslo Vinterpark.

## Medallistas

### Masculino
| Evento                     | Oro                                    | Plata                                    | Bronce                                   |
| -------------------------- | -------------------------------------- | ---------------------------------------- | ---------------------------------------- |
| Baches (06.03)             | Mikaël Kingsbury · Canadá · 27,59 pts. | Alexandre Bilodeau · Canadá · 26,95 pts. | Patrick Deneen Estados Unidos 25,90 pts. |
| Baches en paralelo (08.03) | Alexandre Bilodeau · Canadá            | Mikaël Kingsbury · Canadá                | Patrick Deneen Estados Unidos            |
| Halfpipe (05.03)           | David Wise Estados Unidos 96,2         | Torin Yater-Wallace Estados Unidos 95,6  | Thomas Krief Francia 94,2                |
| Salto aéreo (07.03)        | Qi Guangpu China 138,00                | Travis Gerrits · Canadá · 117,73         | Jia Zongyang China 99,09                 |
| Slopestyle (09.03)         | Thomas Wallisch Estados Unidos 94,8    | James Woods Reino Unido 91,2             | Nicholas Goepper Estados Unidos 89,2     |
| Campo a través (10.03)     | Jean-Frédéric Chapuis Francia          | Bastien Midol Francia                    | John Teller Estados Unidos               |

### Femenino
| Evento                     | Oro                                      | Plata                              | Bronce                                        |
| -------------------------- | ---------------------------------------- | ---------------------------------- | --------------------------------------------- |
| Baches (06.03)             | Hannah Kearney Estados Unidos 26,70 pts. | Miki Ito Japón 24,92 pts.          | Justine Dufour-Lapointe · Canadá · 23,48 pts. |
| Baches en paralelo (08.03) | Chloé Dufour-Lapointe · Canadá           | Miki Ito Japón                     | Hannah Kearney Estados Unidos                 |
| Halfpipe (05.03)           | Virginie Faivre · Suiza · 83,8           | Anaïs Caradeux Francia 80,6        | Ayana Onozuka Japón 80,4                      |
| Salto aéreo (07.03)        | Xu Mengtao China 98,53                   | Veronika Korsunova · Rusia · 75,26 | Danielle Scott Australia 74,10                |
| Slopestyle (09.03)         | Kaya Turski · Canadá · 89,6              | Dara Howell · Canadá · 85,6        | Grete Eliassen Estados Unidos 81,2            |
| Campo a través (10.03)     | Fanny Smith · Suiza                      | Marielle Thompson · Canadá         | Ophélie David Francia                         |

## Medallero
| Núm. | País           | Oro | Plata | Bronce | Total |
| ---- | -------------- | --- | ----- | ------ | ----- |
| 1    | Canadá         | 4   | 5     | 1      | 10    |
| 2    | Estados Unidos | 3   | 1     | 6      | 10    |
| 3    | China          | 2   | 0     | 1      | 3     |
| 4    | Suiza          | 2   | 0     | 0      | 2     |
| 5    | Francia        | 1   | 2     | 2      | 5     |
| 6    | Japón          | 0   | 2     | 1      | 3     |
| 7    | Reino Unido    | 0   | 1     | 0      | 1     |
| 7    | Rusia          | 0   | 1     | 0      | 1     |
| 9    | Australia      | 0   | 0     | 1      | 1     |
|      | TOTAL          | 12  | 12    | 12     | 36    |